# Лишеен анолис
Лишейните анолиси (Anolis pentaprion) са вид дребни влечуги от семейство Анолисови (Dactyloidae).
Разпространени са в широк ареал в екваториалните гори в югоизточната част на Централна Америка и близките райони на Колумбия до надморска височина 1830 m. Видът е описан за пръв път през 1863 година от американския зоолог Едуард Дринкър Коуп.